# Cap de dona (Picasso)
Cap de dona és una pintura de 1939 de Pablo Picasso. És una representació de Dora Maar, la companya de Picasso en aquell moment. Picasso va donar l'obra al poble de Grècia en reconeixement de la seva resistència contra l'Eix durant la Segona Guerra Mundial. Cap de dona va ser exhibit per primera vegada el 1949, juntament amb altres obres donades, a l'Institut Français d'Atenes. No es va tornar a mostrar fins a una exposició a partir de 1980 en la Galeria Nacional i va estar en exhibició contínua des de 2011 fins que la galeria va tancar per la seva renovació el 2012. El gener de 2012 Woman's Head va ser robada de la galeria tancada, al costat d'una pintura de Piet Mondrian. Va ser recuperada a prop d'Atenes el juny de 2021 i el presumpte lladre arrestat.

## Pintura
La pintura és una representació abstracta cubista del bust d'una dona i es va completar l'any 1939. El tema és la fotògrafa francesa Dora Maar, companya de Picasso entre 1936 i 1943. Maar també va ser representada per Picasso a La dona que plora i Retrat de Dora Maar. Cap de dona apareix en una fotografia de 1940 presa per Maar a l'estudi de Picasso a Rouen, on es va traslladar des del seu estudi de París durant l'ocupació alemanya.
Després de la guerra Picasso va cedir l'obra al poble de Grècia en reconeixement de la lluita del seu país contra l'Eix de 1940 a 1945. Picasso va escriure al dors del quadre: "Per le people Grec. Hommage de Picasso 14/10/1939". L'obra es va exposar per primera vegada a l’Institut Français d'Atenes l'any 1949. Va aparèixer al costat d'obres donades per altres artistes francesos, com Henri Matisse, Pierre Bonnard i Francis Picabia, amb un total de 28 pintures, 6 dibuixos, 6 gravats, 4 escultures i 2 llibres.
Les obres no es van tornar a exposar fins que van aparèixer a la National Gallery d'Atenes el 1980. Després d'una llarga exposició Cap de dona va tornar al magatzem fins a l'estiu de 2007 quan es va exposar en el marc d'una celebració del centenari de l'Institut Français. L'obra es va mostrar per última vegada com a part de l'exposició Al santuari de la National Gallery, que va estar exposada des de l'octubre de 2011 fins a l'any 2012, quan el museu va tancar per una àmplia renovació i ampliació. L'any 2021 l'obra es va valorar en 16,5 milions d'euros.

## Robatori de 2012

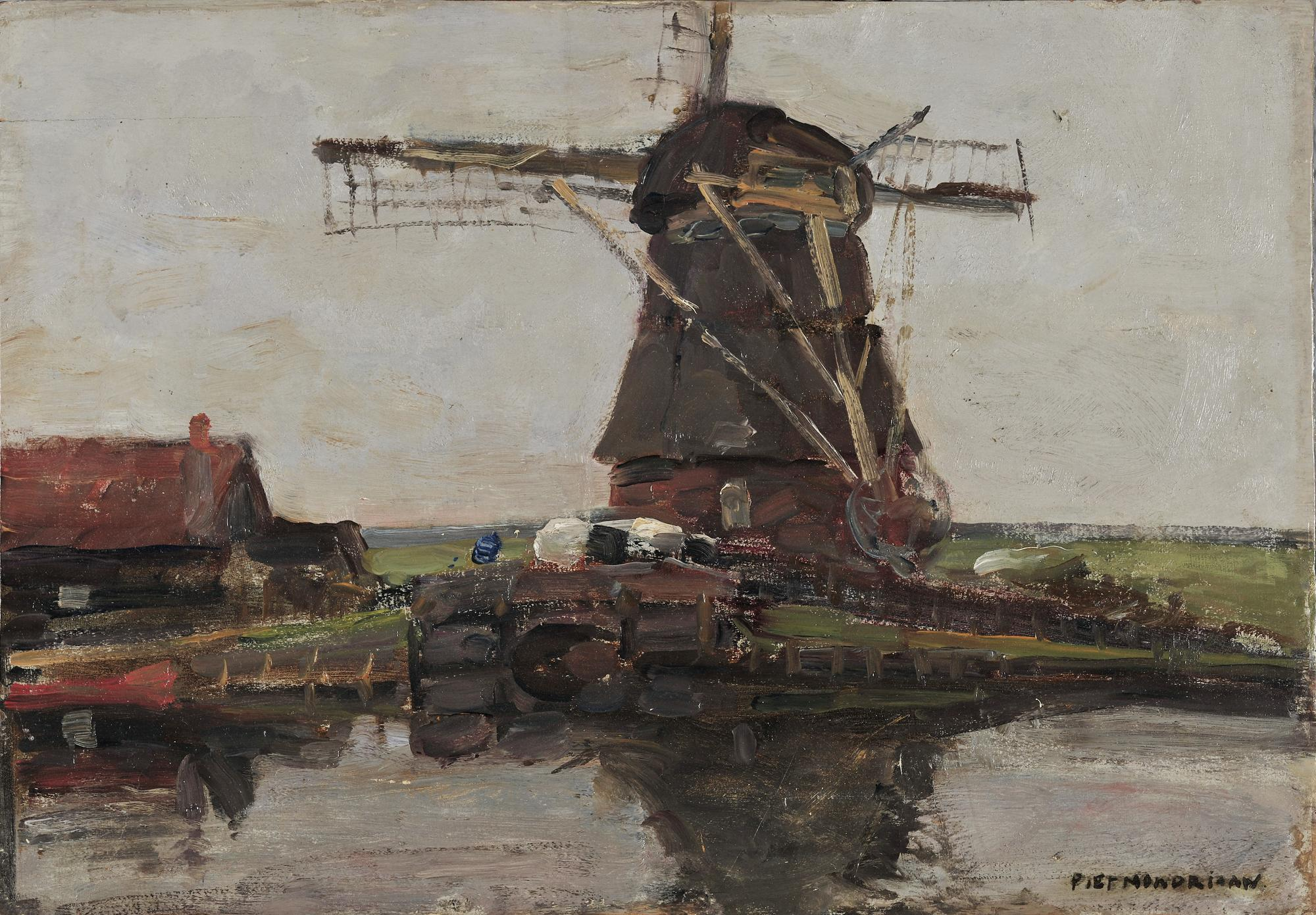
Piet Mondriaan, Stammer Mill With Summer House, Galeria Nacional d'Atenes

El Cap de dona va ser una de les dues pintures robades el 9 de gener de 2012 de la Galeria Nacional tancada, que es va denominar el "robatori del segle". La policia al·lega que un lladre va entrar en la galeria a través d'una balconera desbloquejada mentre un còmplice vigilava fora (l'home més tard arrestat pel robatori va al·legar haver treballat sol). La policia va declarar que el lladre va desencadenar una sèrie d'alarmes de seguretat com mitjà de distreure a la guàrdia abans de prendre el Cap de Dona i l'Stammer Mill With Summer House de Piet Mondrian. Un tercer quadre, un altre Mondrian, va ser abandonat pel lladre durant la seva fugida. El lladre va portar les pintures a un soterrani on els va treure dels seus marcs amb un ganivet de butxaca. Un esbós del segle XVI de Guglielmo Caccia també es va perdre durant la incursió; l'home arrestat afirmava haver-lo fet servir per netejar la sang d'un tall a la mà durant la incursió i després tirar-la pel vàter. La policia va afirmar que el lladre havia visitat la Galeria acuradament durant sis mesos abans del robatori. El cap de dona va ser la més significativa de les robades pel seu valor i significat històric.
El juny de 2021 la policia grega va detenir un home pel robatori. Es deia que era un pintor que treballava en la construcció, però també en magatzems i era un entusiasta de Picasso. L'havien acusat de robatori quan era jove, però no tenia antecedents penals relacionats amb l'art. La policia l'havia seguit durant dos mesos abans de la seva detenció el juny de 2021. La policia va denunciar que el lladre va guardar les obres d'art a casa seva primer i, sospitant que la policia l'estava seguint, les va traslladar a un magatzem i després a un congost. La pintura de Mondrian i el cap de dona es van recuperar juntes, a uns 45 km al sud-est d'Atenes.
La policia va fer una roda de premsa després de la detenció en la qual es van mostrar les dues pintures a la premsa. Les pintures estaven exposades en una cornisa fina i el cap de dona va relliscar i va caure a terra, abans de ser substituïts. Semblava, superficialment, no haver patit cap dany per l'incident. L'esbós de Caccia continua desaparegut, tot i que un esbós similar, atribuït a Caccia, es va mostrar al catàleg en línia d'una casa de subhastes de Florència el setembre de 2019, però es va retirar de la llista quan es va qüestionar la seva procedència.